# Aborto
L'aborto (dal latino abortus, derivato di aboriri, «perire»: composto di ab, «via da», e oriri, «nascere») è l'interruzione, spontanea o procurata, della gravidanza nel periodo in cui il feto non è capace di vita extrauterina (negli umani, prima della ventesima o ventiduesima settimana). Generalmente ne consegue l'espulsione del feto o dell'embrione dall'utero; in caso contrario si tratta di aborto ritenuto.
Un aborto che avviene spontaneamente viene detto aborto spontaneo; l'aborto può essere anche causato intenzionalmente e viene quindi chiamato aborto indotto, aborto procurato, interruzione volontaria di gravidanza o anche solo "interruzione di gravidanza". La parola aborto è spesso usata, erroneamente, per indicare solo gli aborti indotti. Sin dai tempi antichi, gli aborti sono stati realizzati utilizzando erbe medicinali, strumenti taglienti, con la forza o attraverso altri metodi tradizionali.
Una procedura di questo tipo effettuata quando il feto potrebbe sopravvivere al di fuori dell'utero, è invece definita "interruzione ritardata di gravidanza".

## Caratteristiche generali relative all'essere umano

### Aborto spontaneo
Per aborto spontaneo si intende l'interruzione della gravidanza prima della 24ª settimana di gestazione. La gravidanza si considera interrotta quando:
- il battito cardiaco, precedentemente visualizzato risulta assente all'esame ecografico
- l'esame ematico eseguito durante la prima fase della gravidanza, la bHCG, ha dei valori decrescenti in due prelievi successivi
- la camera gestazionale non compare nonostante il test di gravidanza sia positivo (aborto in fase biochimica)
- l'embrione non compare all'interno della camera gestazionale (uovo bianco)

Dopo il manifestarsi dell'aborto, la successiva espulsione del prodotto del concepimento può non essere immediata; nelle prime fasi più facilmente si manifesta una mestruazione con l'espulsione completa (aborto spontaneo completo), a volte persistono delle perdite o dei dolori o non è presente nessun sintomo ma al controllo sono presenti dei residui della gravidanza (aborto spontaneo incompleto); infine a volte anche se la gravidanza si è interrotta non intercorre la mestruazione (aborto ritenuto), in questo caso bisogna ricorre a un'aspirazione da parte del ginecologo. Quando l'aborto si manifesta dopo la 24ª settimana, si parla di morte endouterina fetale.
Una gravidanza che termina, dopo 24 settimane ma prima della 37ª settimana di gestazione, con la nascita di un bambino vivo è conosciuto come un "parto prematuro" o "nascita pretermine", si parla invece di "nato a termine" dalla 37ª alla 42ª settimana. Un feto che muore prima del parto è definito "nato morto". Le nascite premature e i nati morti non sono generalmente considerati aborti anche se l'utilizzo di questi termini a volte può sovrapporsi.
Solo dal 30% al 50% dei concepimenti progredisce oltre al primo trimestre di gravidanza. La stragrande maggioranza di quelli che non progrediscono vengono persi prima che la donna ne sia a conoscenza, e molte gravidanze vengono perse prima che i medici siano in grado di rilevare la presenza dell'embrione. Tra il 15% e il 30% delle gravidanze conosciute termina con un aborto spontaneo clinicamente evidente, a seconda della età e della salute della donna. L'80% di questi aborti spontanei accade nel primo trimestre.
L'aborto spontaneo è molto più frequente di quanto comunemente si ritenga: i più recenti studi indicano che circa un terzo delle gravidanze termina con un aborto spontaneo. In particolare, Lohstroh, Overstreet, e Stewart hanno rilevato che la somma degli aborti spontanei precoci, che avvengono prima della sesta settimana dall'ultima mestruazione, e degli aborti spontanei successivi alla sesta settimana, fornisce una percentuale totale di aborti spontanei del 35,5% su 100 fecondazioni rilevate.
Altre ricerche confermano il fatto che il livello percentuale di abortività spontanea delle gravidanze, rilevate mediante i livelli ematici di hCG (gonadotropina corionica umana, ormone prodotto in gravidanza), oscilla tra il 31% e il 35,5%. Il periodo a maggior rischio è il primo trimestre. Si parla di probabilità, di stima epidemiologica, visto che molte interruzioni spontanee di gravidanza passano inosservate, senza che assumano una dignità clinica.
L'aborto ripetuto (due casi di aborto) interessa il 3% delle coppie che cercano di avere figli. L'1% delle coppie ha avuto almeno tre casi di aborto consecutivi (aborto ricorrente).
Nel 12% dei casi clinicamente riconosciuti la madre ha meno di 20 anni, nel 27% più di quaranta.

### Aborto indotto
Diversi governi hanno posto limiti differenti sulla fase della gravidanza in cui l'aborto sia permesso. Le leggi sull'aborto e le visioni culturali o religiose su tale pratica sono diverse in tutto il mondo. In alcune zone l'aborto è legale solo in casi speciali, come lo stupro, malformazioni del feto, povertà, rischio per la salute della madre o incesto. In molti luoghi c'è un dibattito sulle questioni morali, etiche e giuridiche dell'aborto. Coloro che sono contro l'aborto spesso sostengono che l'embrione o il feto sia un essere umano con il diritto alla vita e quindi possono paragonarlo ad un omicidio. Coloro che favoriscono la legalità dell'aborto ritengono che una donna abbia il diritto di prendere decisioni riguardo al proprio corpo.
I metodi moderni di aborto fanno ricorso ai farmaci o alla chirurgia. Sebbene l'utilizzo dei farmaci possa funzionare anche nel secondo trimestre, la chirurgia ha un minor rischio di effetti collaterali. Quando consentito dalla legge locale, l'aborto è stato a lungo una delle procedure più sicure nel campo della medicina. Aborti non complicati non causano problemi mentali o fisici a lungo termine. L'Organizzazione Mondiale della Sanità raccomanda che sia disponibile, per tutte le donne, ricorrere ad aborti legali e sicuri. Ogni anno nel mondo si praticano circa 44 milioni di aborti indotti e poco meno della metà non sono eseguiti in modo sicuro. Ogni anno gli aborti svolti in contesti non sicuri causano 47 000 morti e 5 milioni di ricoveri ospedalieri.
I tassi di aborto, che erano sensibilmente maggiori nei decenni precedenti al 2000, sono cambiati poco tra il 2003 e il 2008, grazie a una migliore educazione sulla pianificazione familiare e sulla contraccezione. Al 2008, il 40% delle donne di tutto il mondo aveva accesso all'aborto legale senza limitazioni legate al motivo.

#### Storia

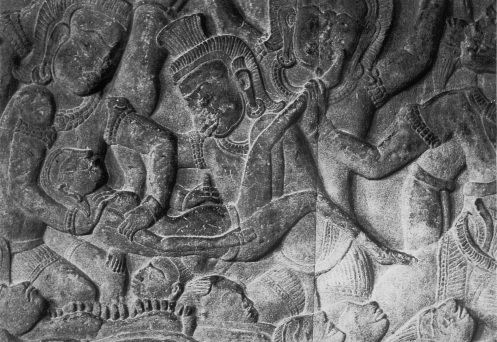
Bassorilievo di Angkor Wat, in Cambogia, c. 1150, raffigurante un demone che provoca un aborto colpendo l'addome di una donna incinta con un pestello.

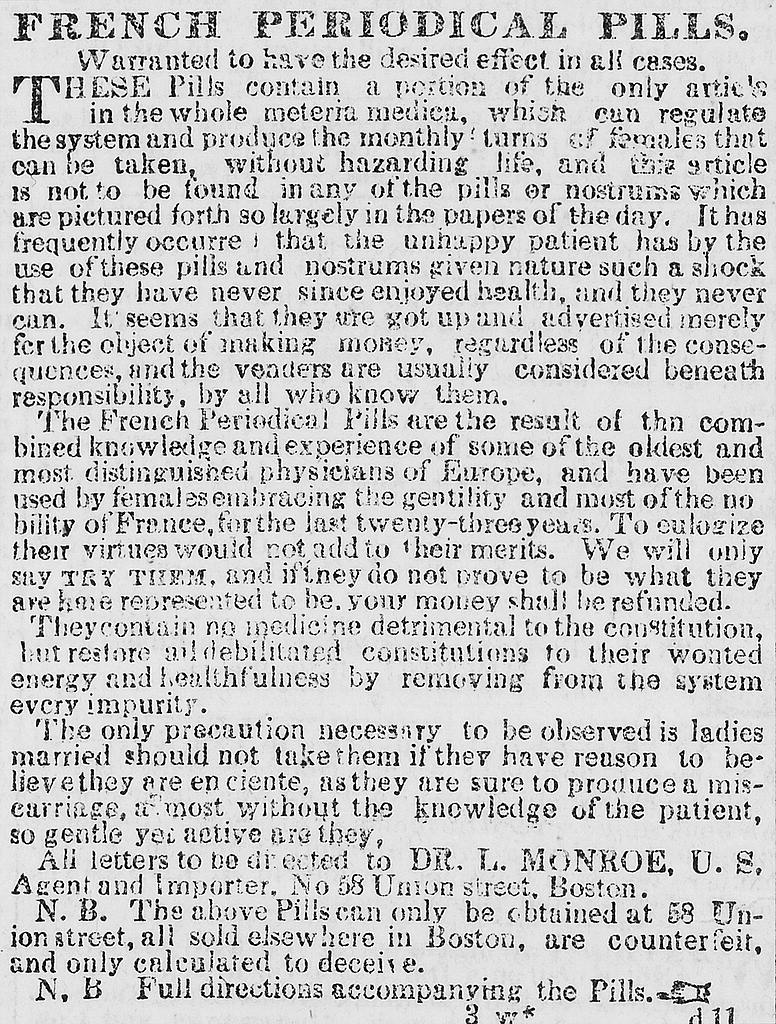
"Pillole periodiche francesi". Un esempio di un annuncio clandestino pubblicato in un'edizione del 1845 di un giornale di Boston.

In epoche primitive l'aborto veniva utilizzato sia come strumento per limitare l'espansione delle famiglie sia per altri scopi e in genere non comportava alcuna sanzione per coloro che ricorrevano a tale pratica, mentre in epoca classica, il diritto greco non la includeva fra i reati solo se autorizzata dal capo famiglia. Vi era inoltre una lex regia, attribuibile a Numa Pompilio, secondo cui era fatto divieto di seppellire una donna incinta prima di aver estratto il nascituro dal grembo.
Nei tempi antichi gli aborti venivano tentati ricorrendo ad erbe medicinali, strumenti taglienti, pressione addominale o attraverso altri metodi tradizionali. L'aborto indotto ha una storia lunga e può essere fatto risalire a diverse civiltà, come la Cina sotto Shennong (c. 2700 a.C.), l'Antico Egitto con il suo papiro Ebers (c. 1550 a.C.) e l'Impero Romano al tempo di Giovenale (c. 200 d.C.). Una delle prime note rappresentazioni artistiche dell'aborto è in un bassorilievo ad Angkor Wat (c. 1150) in Cambogia. Trovato in una serie di fregi che rappresentano il giudizio dopo la morte, raffigura la tecnica dell'aborto addominale.
Alcuni studiosi e medici anti-aborto hanno suggerito che il giuramento di Ippocrate vietasse ai medici greci antichi di eseguire aborti; altri studiosi non sono d'accordo con questa interpretazione ed evidenziano che nel Corpus Hippocraticum vi sono descrizioni di tecniche abortive. Il medico Scribonio Largo scrisse nel 43 d.C. che il giuramento di Ippocrate proibisce l'aborto, così come Sorano d'Efeso, anche se apparentemente non tutti i medici aderirono a questa visione. Secondo lo scritto Ginecologia di Sorano, datato tra il I e il II secolo d.C., una parte dei medici rifiutava le pratiche abortive come richiesto dal giuramento di Ippocrate; un'altra parte - che comprendeva lo stesso Sorano - era disposta a prescrivere gli aborti, ma solo per il bene della salute della madre.
Aristotele, nel suo trattato Politica (350 a.C.), condanna l'infanticidio come mezzo di controllo della popolazione, preferendo l'aborto per questo scopo, tuttavia con la restrizione "[che] deve essere praticato prima che si sviluppi la sensazione di vita, la linea tra l'aborto lecito e illecito sarà caratterizzata dal fatto di avere la sensazione di essere vivo". Secondo la tradizione cristiana, anche alla luce della teoria dualistica dell'uomo di Platone espressa nel Fedone, l'aborto volontario era visto come un peccato molto grave in quanto voleva dire uccidere un essere munito non soltanto di un corpo anche di un'anima, manifestazione della creatività di Dio. Questa era la ragione per cui non venivano considerati per alcun motivo i diritti della donna o della famiglia di appartenenza, posti inevitabilmente in secondo piano rispetto al concetto secondo cui privare della vita un essere umano era una prerogativa di esclusivo appannaggio del divino.
Durante il Medioevo l'aborto volontario era considerato alla stessa stregua di un omicidio da una certa fase della gravidanza ovvero da quando il feto iniziava a muoversi nel grembo. Questo in quanto vi era la credenza che i movimenti fossero connessi all'infusione dell'anima nel corpo non ancora formato del nascituro. Nel cristianesimo, papa Sisto V (1585-1590) fu il primo papa a dichiarare che l'aborto è un omicidio indipendentemente dallo stadio della gravidanza; la Chiesa cattolica fu inizialmente divisa sulla questione e iniziò ad opporsi energicamente solo a partire dal XIX secolo. La tradizione islamica ha permesso l'aborto fino al momento in cui la dottrina ritiene che l'anima entri nel feto; diversi teologi musulmani hanno dato differenti interpretazioni per stabilire il giusto tempo, che vanno dal momento del concepimento a 40 giorni dopo il concepimento a 120 giorni dopo il concepimento o oltre. Tuttavia, l'aborto è in genere fortemente limitato o vietato nelle zone a maggioranza islamica come il Medio Oriente e il Nord Africa.
In Europa e Nord America, tecniche di aborto avanzate e sicure hanno iniziato ad essere disponibili dal XVII secolo. Tuttavia, il conservatorismo della maggior parte dei medici sulle questioni sessuali ne impedì un'ampia espansione. Vi erano comunque alcuni medici che pubblicizzavano i loro servizi, fino a quando tale pratica non fu vietata, nel XIX secolo, sia negli Stati Uniti che nel Regno Unito. Gruppi ecclesiali, così come i medici, sono stati molto influenti nei movimenti anti-aborto. Negli Stati Uniti, fino al 1930 circa l'aborto era considerato più pericoloso del parto, quando i miglioramenti nelle procedure resero tale pratica sicura. L'Unione Sovietica (1919), l'Islanda (1935) e la Svezia (1938) sono stati tra i primi paesi a legalizzare alcune, o tutte, le forme di aborto. Nel 1935, nella Germania nazista, fu approvata una legge che permetteva aborti per le donne ritenute "ereditariamente malate", mentre a quelle considerate di razza tedesca era severamente proibito. A partire dalla seconda metà del XX secolo, l'aborto è stato legalizzato nella maggior parte dei paesi. Un disegno di legge approvato dal legislatore statale di New York per legalizzare l'aborto è stato firmato dal governatore Nelson Rockefeller nell'aprile 1970.

#### Epidemiologia
Vi sono due metodi comunemente utilizzati per misurare l'incidenza dell'aborto:
- tasso di aborto - numero di aborti per 1 000 donne tra i 15 e i 44 anni di età;
- percentuale di aborto - numero di aborti su 100 gravidanze note.

Nei paesi dove l'aborto è illegale o è accompagnato da una forte stigmatizzazione sociale, i dati non sono affidabili. Per questo motivo, le stime di incidenza dell'aborto devono essere effettuate con un'intrinseca incertezza.
Il numero di aborti effettuati in tutto il mondo sembra essere rimasto stabile negli ultimi anni, con una stima di 41,6 milioni di aborti nel 2003 e 43,8 milioni nel 2008. Si ritiene che il tasso di aborto a livello mondiale sia del 28 per 1 000 donne, anche se vi è una differenza tra paesi sviluppati e in via di sviluppo i cui valori sono rispettivamente di 24 ‰ e 29 ‰. Lo stesso studio epidemiologico del 2012 ha indicato che nel 2008 la percentuale di aborto stimata di gravidanze conosciute era al 21% a livello mondiale, con il 26% nei paesi sviluppati e il 20% nei paesi più poveri.
In media, l'incidenza dell'aborto risulta simile tra i paesi con leggi restrittive e quelli con maggiore libertà. Tuttavia, la presenza di leggi restrittive è correlata con un aumento della percentuale di aborti che vengono eseguiti in situazioni di scarsa sicurezza. Il tasso di aborti a rischio nei paesi in via di sviluppo è in parte attribuibile alla mancanza di accesso ai moderni contraccettivi; secondo il Guttmacher Institute, l'accesso globale ai contraccettivi si tradurrebbe in circa 14,5 milioni di aborti non sicuri in meno e 38 000 decessi in meno per la stessa causa ogni anno in tutto il mondo.
Il tasso di aborti indotti legali varia ampiamente in tutto il mondo. Secondo il rapporto del Guttmacher Institute, nel 2008, esso variava dal 7 per 1000 donne (in Germania e Svizzera) a 30 per 1000 donne (in Estonia) per i paesi in cui vi sono statistiche. La percentuale di gravidanze che si è conclusa con l'aborto indotto variava da circa il 10 % (in Israele, Paesi Bassi e Svizzera) al 30 % (in Estonia), anche se potrebbero essereci dei picchi al 36 % in Ungheria e Romania, le cui statistiche sono state tuttavia ritenute incomplete.
Il tasso di aborto può anche essere espresso come il numero medio di aborti che una donna intraprende durante i suoi anni riproduttivi; in questo caso si parla di "tasso di aborto totale".

#### Età gestazionale e metodi
I tassi di aborto variano anche a seconda della fase della gravidanza e del metodo praticato. Nel 2003, gli statunitensi Centri per la prevenzione e il controllo delle malattie (CDC) hanno rilevato che il 26% degli aborti negli Stati Uniti erano stati effettuati prima della 6ª settimana di gestazione, il 18% alla 7ª settimana, il 15% all'8ª settimana, il 18% tra la 9ª e la 10ª settimana, il 9,7% tra la 11° e la 12° settimane, il 6,2% tra la 13° e la 15° settimane, il 4,1% tra la 16ª e la 20ª settimana e l'1,4% oltre la 21ª settimana. Il 90,9% di queste sono state effettuate mediante "curettage" (aspirazione, dilatazione e raschiamento, dilatazione ed evacuazione), del 7,7% per via farmacologica (mifepristone), lo 0,4% per "instillazione intrauterina" (salina o prostaglandina) e l'1,0% con altre procedure (comprese l'isterotomia e l'isterectomia). Secondo il CDC, a causa delle difficoltà di raccolta dei dati essi devono essere considerati come provvisori e alcune morti fetali segnalate ad oltre la 20ª settimana potrebbero essere in realtà decessi naturali erroneamente classificati come aborti.
Nel 2006, in Inghilterra e nel Galles l'89% delle cessazioni di gravidanza si verificano prima della 12ª settimana di gestazione, il 9% tra la 13ª e la 19ª settimana e l'1,5% oltre la 20ª settimana. Il 64% delle procedure si è svolta tramite aspirazione a vuoto, il 6% per mezzo di dilatazione ed evacuazione, mentre il restante 30% tramite farmaci. Vi è un numero maggiore di aborti durante il secondo trimestre nei paesi in via di sviluppo come la Cina, l'India e il Vietnam, rispetto ai paesi sviluppati.
Pericolosi metodi di aborto autoindotto registrati includono l'abuso di misoprostolo e l'inserimento di strumenti non chirurgici, come aghi da maglia e appendiabiti, nell'utero. Questi metodi si vedono raramente nei paesi sviluppati, dove l'aborto chirurgico è legale e disponibile.

##### Aborto farmacologico
L'aborto farmacologico (chiamato anche aborto chimico) è quello indotto dai farmaci abortivi. L'aborto farmacologico è diventato un metodo alternativo grazie alla disponibilità, fin dal 1970, di analoghi delle prostaglandine e dell'anti-progestinico mifepristone (noto anche come RU-486) nel 1980.
Durante il primo trimestre per l'aborto farmacologico viene comunemente utilizzato il mifepristone in combinazione con un analogo della prostaglandina (misoprostolo o gemeprost) fino a 9 settimane di età gestazionale, mentre il metotrexato in combinazione con una prostaglandina analogica fino a 7 settimane di gestazione o un analogo della prostaglandina da solo. Combinazione di mifepristone e misoprostolo sono più efficaci in età gestazionali successive.
Negli aborti precoci, fino alla 7ª settimana di gestazione, l'aborto farmacologico ottenuto mediante un regime di combinazione di mifepristone e misoprostol è considerato più efficace dell'aborto chirurgico (aspirazione a vuoto), soprattutto quando la pratica clinica non comprende un'ispezione dettagliata del tessuto aspirato. Il mifepristone, seguito 24-48 ore dopo dal misoprostolo orale o vaginale risulta il 98% efficace fino alla 9ª settimana di gestazione. Se l'aborto farmacologico non riesce, è necessario ricorrere all'aborto chirurgico per completare la procedura.
Gli aborti farmacologici rappresentano la maggior parte degli aborti effettuati prima della 9ª settimana di gestazione in Gran Bretagna, in Francia, in Svizzera e nei paesi nordici. Negli Stati Uniti, la percentuale degli aborti farmacologici precoci è di gran lunga inferiore.
L'aborto farmacologico con mifepristone in combinazione con un analogo della prostaglandina è il metodo più frequentemente utilizzato durante il secondo trimestre di gravidanza in Canada, nella maggior parte dell'Europa, in Cina e in India, al contrario degli Stati Uniti, dove il 96% sono eseguite chirurgicamente mediante dilatazione ed evacuazione.

##### Aborto chirurgico

Aborto mediante aspirazione a vuoto a otto settimane di età gestazionale (sei settimane dopo la fecondazione).
1: Sacco amniotico
2: Embrione
3: Rivestimento uterino
4: Speculum
5: Vacurette
6: Collegamento con una pompa di aspirazione

Dalla 15ª settimana di gestazione la suzione-aspirazione e l'aspirazione a vuoto sono i metodi chirurgici più utilizzati nei casi di aborto indotto. L'aspirazione manuale a vuoto (MVA) consiste nell'estrarre il feto o l'embrione, la placenta e le membrane, mediante aspirazione utilizzando una siringa manuale, mentre l'aspirazione a vuoto elettrica (EVA) utilizza una pompa alimentata da elettricità. Queste tecniche differiscono nel meccanismo utilizzato per applicare il vuoto e possono essere utilizzate in modo precoce anche se è necessaria la dilatazione cervicale.
La MVA, nota anche come "mini-aspirazione" e "estrazione mestruale", può essere usata anche durante una gravidanza molto precoce e non richiede la dilatazione della cervice. La dilatazione e raschiamento, il secondo metodo più comune per l'aborto chirurgico, è una procedura ginecologica normalmente eseguita per una varietà di ragioni, tra cui l'esame del rivestimento uterino per eventuali malignità, ricerca di sanguinamento anormale e aborto. Per raschiamento ci si riferisce alla pulizia delle pareti dell'utero con una curette. L'Organizzazione Mondiale della Sanità raccomanda questa procedura solo quando l'MVA non è disponibile.
Dalla 15ª settimana di gestazione fino a circa la 26° è necessario utilizzare altre tecniche. La dilatazione con evacuazione consiste nell'aprire la cervice dell'utero e nel successivo svuotamento mediante strumenti chirurgici e di aspirazione. Dopo la 16ª settimana, gli aborti possono anche essere eseguiti mediante dilatazione intatta ed estrazione, che richiede la decompressione chirurgica della testa del feto prima dell'evacuazione. Tale procedura è talvolta chiamata "aborto con nascita parziale" ed è stata bandita dal governo federale degli Stati Uniti.
Nel terzo trimestre di gravidanza l'aborto indotto può essere eseguito chirurgicamente mediante dilatazione intatta e estrazione o isterectomia. L'isterotomia è una procedura abortiva simile a un taglio cesareo, sebbene richieda un'incisione più piccola, e viene eseguita in anestesia generale.
Le procedure del primo trimestre possono generalmente essere eseguite in anestesia locale, mentre quelle eseguibili nel secondo trimestre di gravidanza possono richiedere una sedazione profonda o l'anestesia generale.

##### Aborto con induzione del travaglio
Nei paesi privi delle capacità mediche necessarie per eseguire la dilatazione e l'estrazione o dove vi è una preferenza da parte dei professionisti, l'aborto può essere indotto con l'induzione del travaglio e quindi inducendo la morte del feto, se necessario. Questo è talvolta chiamato "aborto spontaneo indotto".
Pochi e limitati dati sono disponibili per confrontare questo metodo con la dilatazione ed estrazione. A differenza delle altre tecniche, l'induzione del travaglio dopo la 18ª settimana può essere complicata dal verificarsi di una breve sopravvivenza del feto, che può essere legalmente considerato come nato vivo. Per questo motivo, questa tecnica può comportare, in alcuni paesi, delle problematiche legali.

##### Altri metodi
Storicamente, una serie di erbe avevano la fama di possedere proprietà abortive e venivano utilizzate nella medicina popolare: il tanaceto, la mentuccia, l'actaea racemosa e l'ormai estinto silfio. L'uso delle erbe poteva causare gravi, anche letali, effetti collaterali, come l'insufficienza multiorgano e non è consigliato dai medici.
Talvolta l'aborto viene tentato procurando traumi all'addome. Ciò potrebbe portare a gravi lesioni interne, senza necessariamente riuscire a indurre l'aborto spontaneo. Nel sud est asiatico vi è un'antica tradizione di tentare l'aborto attraverso un forte massaggio addominale. Uno dei bassorilievi che decorano il tempio di Angkor Wat in Cambogia raffigura un demone che esegue un tale aborto su una donna che è stata inviata agli inferi.

#### Sopravvivenza fetale

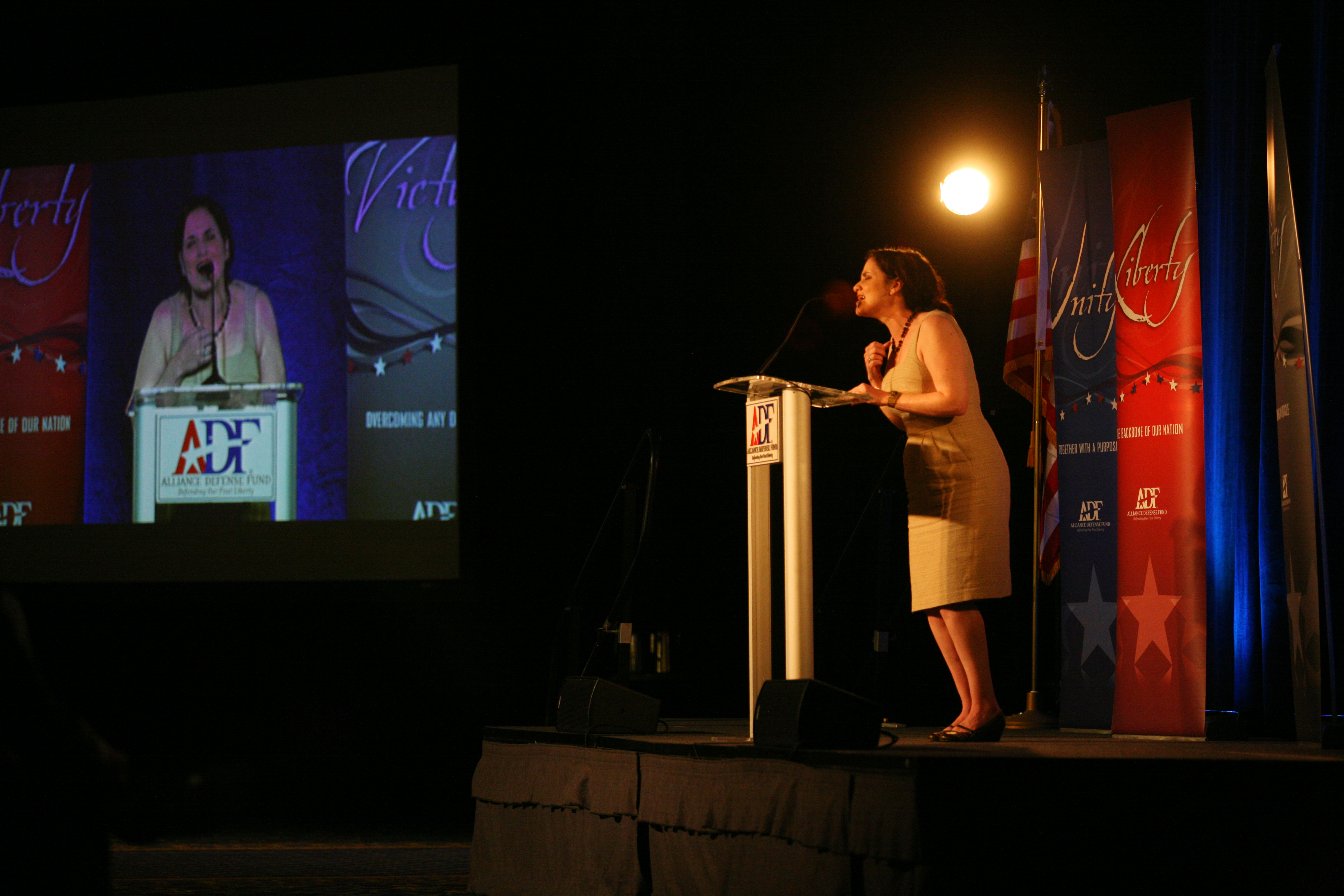
Gianna Jessen, donna nata alla trentesima settimana di gravidanza di sua madre, una diciassettenne del Tennessee, a seguito di un tentativo fallito di interruzione di gravidanza.

Anche se è molto raro, le donne che ricorrono ad interruzione di gravidanza dopo la 18ª settimana di gravidanza a volte danno vita a un feto che può sopravvivere per breve tempo (ciò si verifica in 1 caso su 250, dallo 0% al 13% o dallo 0% al 50%, a seconda del metodo e della settimana di gravidanza). Dopo 22 settimane la sopravvivenza a lungo termine è possibile.
Se il personale medico osserva segni di vita, può essere necessario fornire assistenza: manovre di emergenza se il bambino presenta una buona possibilità di sopravvivere o altrimenti un trattamento palliativo. Al fine di evitare ciò, si consiglia, dopo la 20ª-21ª settimana di gestazione, di provvedere a una morte fetale indotta prima di procedere con l'interruzione di gravidanza.
Secondo Berlingieri, le tecniche disponibili nei primi anni '90 consentivano la sopravvivenza del concepito a partire dalla ventesima settimana di gravidanza, in una piccola percentuale di casi.
Nella maggior parte dei casi i bimbi nati prima della 28ª settimana presentano comunque almeno nel 50% dei casi disabilità neurosensoriali; è ragionevole pensare che fra quelli nati prima della 24ª settimana le percentuali siano ancora più elevate, per questo alcuni considerano accanimento terapeutico l'applicazione di tecniche di rianimazione in questi casi.
Una review clinica pubblicata da Pediatrics, relativa alle linee-guida operative proposte dalle società scientifiche di pediatria e neonatologia di diversi paesi, evidenzia come il consenso clinico individui l'opportunità di un approccio terapeutico diversificato nelle scelte cliniche relative ai nati significativamente pretermine, tenendo in debito conto gli elevati rischi di disabilità permanente. Il consenso è orientato a una definizione della ragionevole utilità clinica dell'intervento terapeutico intensivistico per i nati pretermine post-25ª settimana; a una decisione caso per caso per i nati alla 23ª o 24ª settimana; per semplici cure palliative per i nati sotto la 22ª. Secondo i dati usati per la definizione del Consensus sull'assistenza ai nati pretermine estremi del 2002, l'American Academy of Pediatrics individua un tasso di mortalità tra il 70 e l'89% già per i nati alla 23ª settimana, e non riferisce come significativi i dati statistici di sopravvivenza per i nati dalla 22ª settimana o precedenti.

#### Sicurezza materna
I rischi per la salute in seguito ad un aborto dipendono dal fatto che la procedura venga eseguita in modo sicuro o meno. L'Organizzazione Mondiale della Sanità definisce aborti non sicuri quelli effettuati da persone non qualificate, con attrezzature pericolose o in strutture prive di norme igieniche. Gli aborti legali effettuati nel mondo sviluppato sono tra le procedure più sicure nel campo della medicina. Negli Stati Uniti il rischio di mortalità materna in seguito ad aborto è dello 0,7 per 100 000 procedure, rendendo l'aborto di circa 13 volte più sicuro per le donne rispetto al parto (8,8 morti materne ogni 100 000 nati vivi). Questo è equivalente al rischio di morte nel guidare un autoveicolo per circa 1200 km. Il rischio di mortalità aumenta all'aumentare dell'età gestazionale, ma rimane inferiore a quello del parto con una gestazione di almeno 21 settimane.
L'aspirazione a vuoto, eseguita nel primo trimestre, è il metodo più sicuro di aborto chirurgico e può essere eseguito in un ambulatorio di assistenza primaria, in una clinica per aborti o in ospedale. Le complicanze sono rare e possono includere la perforazione uterina, infezioni pelviche e il mantenimento di prodotti del concepimento e ciò richiede una seconda procedura di aspirazione. Un trattamento antibiotico preventivo (con doxiciclina o metronidazolo) viene generalmente somministrato prima dell'aborto elettivo, ritenendo che possa ridurre sostanzialmente il rischio di un'infezione uterina postoperatoria. Le possibili complicazioni dopo l'aborto al secondo trimestre sono simili a quelli che possono accadere al primo trimestre e dipendono anche del metodo scelto.
C'è poca differenza in termini di sicurezza ed efficacia tra l'aborto farmacologico effettuato con un regime combinato di mifepristone e misoprostol e l'aborto chirurgico (aspirazione a vuoto) nelle procedure effettuate tra il primo trimestre e la 9ª settimana di gestazione. L'aborto farmacologico con il misoprostol prostaglandina analogico da solo è meno efficace e più doloroso.
Alcuni presunti rischi sono promossi principalmente da gruppi anti-aborto, ma mancano di un supporto scientifico. Ad esempio, la correlazione tra l'aborto indotto e il tumore alla mammella è stata studiata ampiamente e i principali organi di medici e scientifici (tra cui l'Organizzazione Mondiale della Sanità, l'US National Cancer Institute, l'American Cancer Society, il Royal College of Obstetricians and Gynaecologists e l'American Congress of Obstetricians and Gynecologists) hanno concluso che essa non esiste, anche se tale legame continua ad essere studiato e promosso dai gruppi anti-aborto.

##### Pratiche non sicure

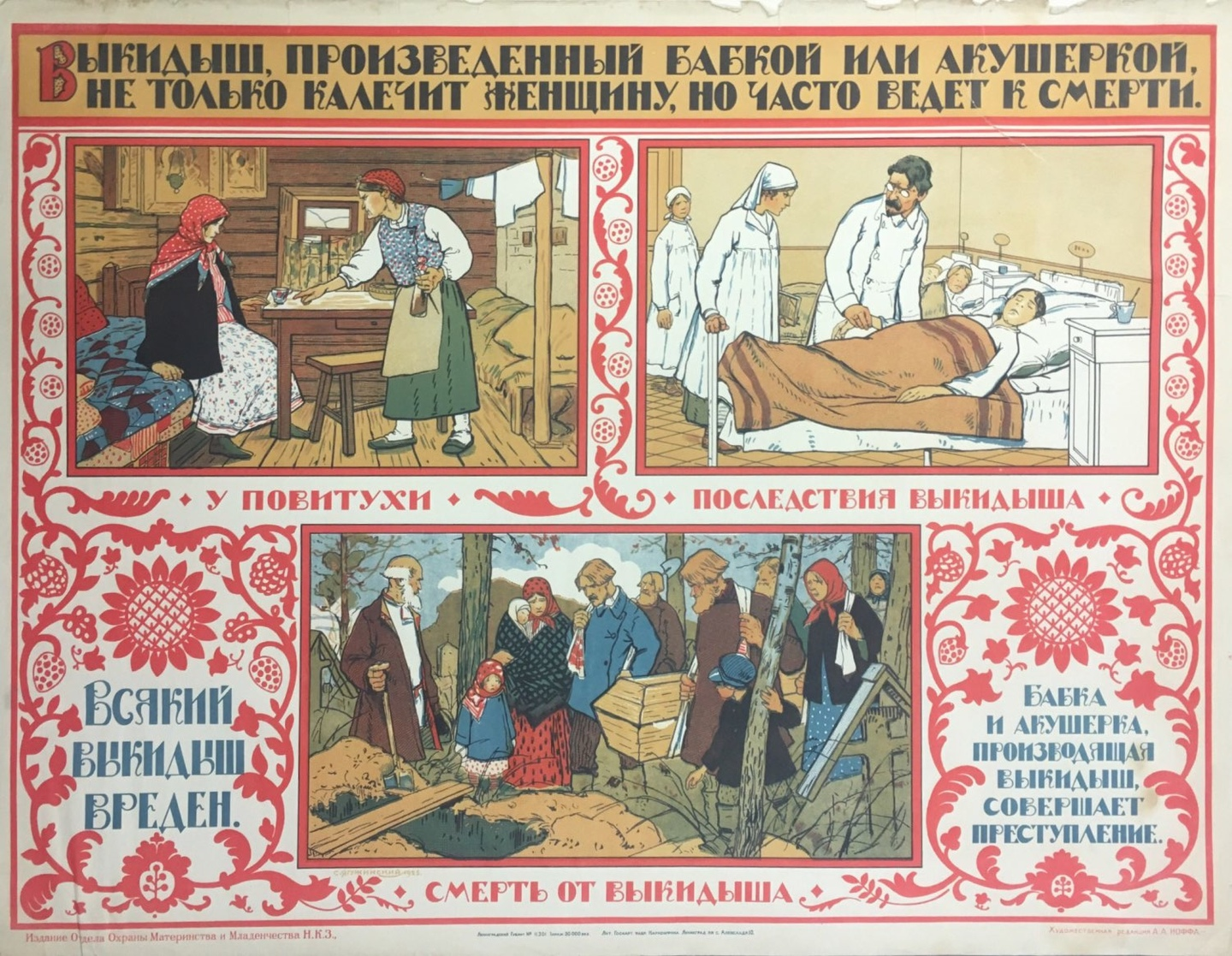
Poster sovietico del 1925. Traduzione della scritta superiore: "Gli aborti praticati da levatrici non qualificate o autodidatte non solo menomano la donna, ma possono condurre alla sua morte".

Talvolta le donne che intendono interrompere la gravidanza ricorrono a metodi non sicuri, in particolare quando la disponibilità dell'aborto legale è limitata. Esse possono tentare metodi di auto-interruzione o affidarsi a persone prive della sufficiente formazione medica o a strutture non adeguate. Ciò può portare a gravi complicazioni, come l'aborto incompleto, la sepsi, emorragie e danni agli organi interni.
Gli aborti non sicuri sono una delle principali cause di lesioni e di morte tra le donne di tutto il mondo. Anche se i dati sono imprecisi, si stima che circa 20 milioni di aborti non sicuri vengano eseguiti ogni anno e il 97% di essi si verifica nei paesi in via di sviluppo. Si ritiene che tali pratiche portino a milioni di casi di complicazioni. Le stime della mortalità effettuate tra il 1990 e il 2010 variano secondo la metodologia e spaziano da 37 000 a 70 000; le morti dovute ad aborti non sicuri rappresentano circa il 13% di tutte le morti materne. L'Organizzazione Mondiale della Sanità ritiene che la mortalità sia tuttavia in calo dagli anni 1990. Per ridurre il numero di aborti non sicuri, le organizzazioni di sanità pubblica sostengono generalmente la legalizzazione dell'aborto, la formazione di personale medico e l'accesso ai servizi sanitari. Tuttavia la Dichiarazione di Dublino sulla Salute Materna, firmata nel 2012, nota che "il divieto dell'aborto non influisce in alcun modo con la disponibilità di cure ottimali per le donne in gravidanza".
La legalità o meno dell'aborto è un fattore importante per la sua sicurezza. I paesi che possiedono leggi restrittive hanno tassi significativamente più alti di aborti a rischio (e tassi complessivi di aborto maggiori) rispetto a quelli in cui l'aborto è legale e disponibile. Ad esempio, la legalizzazione avvenuta 1996 in Sudafrica ha avuto un impatto immediatamente positivo sulla frequenza delle complicanze legate all'aborto, con i decessi legati a questa pratica diminuiti di oltre il 90%. È stato stimato che l'incidenza degli aborti a rischio potrebbe essere ridotta fino al 75% (da 20 a 5 milioni all'anno) se fossero disponibili globalmente moderni servizi di pianificazione familiare e di salute materna.
Solo il 40% delle donne di tutto il mondo può usufruire di aborti terapeutici e elettivi entro i limiti della gestazione, mentre un ulteriore 35% ha accesso all'aborto legale se soddisfano determinati criteri fisici, mentali o socioeconomici. Mentre raramente gli aborti sicuri comportano una mortalità, quelli non eseguiti in sicurezza provocano fino a 70 000 decessi e 5 milioni di disabilità all'anno. Le complicanze degli aborti a rischio rappresentano circa un ottavo delle morti materne in tutto il mondo, anche se questo dato varia da paese a paese. La sterilità conseguente ad un aborto non sicuro coinvolge circa 24 milioni di donne.  Il tasso di aborti non sicuri è aumentato dal 44% al 49% tra il 1995 e il 2008.

##### Salute mentale
Non vi è alcuna relazione tra gli aborti indotti e problemi di salute mentale diversi da quelli che si verificano in seguito a qualsiasi gravidanza indesiderata. L'American Psychological Association ha concluso che l'aborto non è una minaccia per la salute mentale quando effettuato nel primo trimestre e le donne che ricorrono ad esso non hanno maggiori probabilità di avere problemi rispetto a quelle che portano a termine una gravidanza indesiderata. Alcuni studi hanno dimostrato effetti negativi sulla salute mentale nelle donne che scelgono di abortire dopo il primo trimestre a causa di anomalie fetali, tuttavia sarebbero necessarie ricerche più rigorose per arrivare a una conclusione più certa.
Alcuni effetti psicologici negativi sono stati denunciati da sostenitori anti-aborto come una condizione separata chiamata "sindrome post-aborto", tuttavia essa non è riconosciuta da alcuna organizzazione medica o psicologica.

## Cause

### Aborto spontaneo
La causa più comune di aborto spontaneo durante il primo trimestre sono le anomalie cromosomiche dell'embrione o del feto, che rappresentano almeno il 50% dei casi; un aborto spontaneo può anche essere causato da traumi accidentali o intenzionali da stress.
Cause materne comprendono la presenza di una malattia vascolare (come il lupus eritematoso), il diabete, problemi ormonali, infezioni e anomalie dell'utero. L'avanzare dell'età materna e la storia di precedenti aborti spontanei nelle donne sono i due fattori principali associati ad un maggior rischio di aborto spontaneo.
- Mancato impianto
- Gravidanza molare
- Morte embrionale
- Riassorbimento fetale e gemello scomparso
- Aborto da tossicità
- Gravidanza anembrionica
- Morte in utero

### Aborto indotto
Ogni anno si verificano circa 205 milioni di gravidanze. Più di un terzo di esse sono indesiderate e circa un quinto finisce in un aborto indotto. La maggior parte degli aborti, infatti, risultano da gravidanze indesiderate. Nel Regno Unito, solo l'1%-2% degli aborti vengono eseguiti a causa di problemi genetici nel feto. Una gravidanza può essere intenzionalmente interrotta in diversi modi e la scelta dipende spesso dall'età gestazionale dell'embrione o del feto, che aumenta di dimensioni con il progredire della gravidanza. Alcune procedure specifiche possono essere scelte per via delle leggi in vigore, per la disponibilità locale o per la preferenza personale della donna.
I motivi per procurare aborti indotti sono tipicamente terapeutici o elettivi. Un aborto è clinicamente indicato come un aborto terapeutico quando viene eseguito per salvare la vita della donna incinta; per prevenire danni alla sua salute fisica o psichica; per interrompere una gravidanza in cui vi è una forte probabilità che il bambino avrà un alto rischio di morbilità o mortalità; o per ridurre selettivamente il numero di feti in modo da ridurre i rischi per la salute associati con una gravidanza multipla. Un aborto è indicato come un aborto elettivo o volontario quando viene effettuata su richiesta della donna per ragioni non mediche. A volte vi è una certa confusione sul termine "elettivo", poiché con "chirurgia elettiva" generalmente ci si riferisce a tutta la chirurgia programmata, sia clinicamente necessaria o meno.

#### Motivazioni

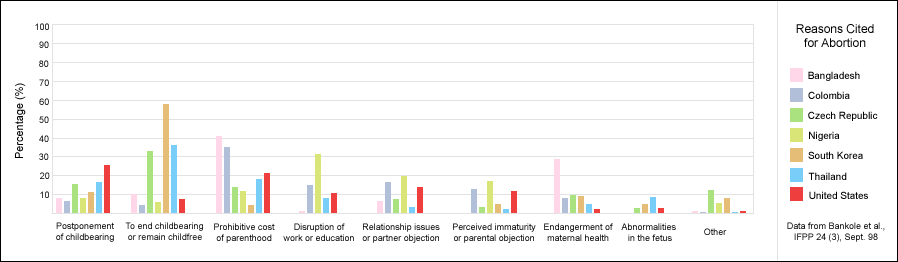
Un grafico a barre che rappresenta alcuni dati selezionati da uno studio del 1998 sulle ragioni dichiarate dalle donne che hanno portato a scegliere un aborto.

##### Motivi personali
I motivi per cui le donne hanno aborti sono diversi e variano in tutto il mondo.
Alcune delle motivazioni più frequenti per cui si sceglie l'aborto, è quello di rinviare la gravidanza a un momento più adatto o per concentrare energie e risorse sui bambini già presenti. Spesso è la conseguenza del non potersi permettere un figlio, sia in termini di costi diretti o per la perdita di reddito, per la mancanza di sostegno da parte del padre, incapacità di permettersi altri figli, desiderio di fornire istruzione per i figli già esistenti, problemi di relazione con il partner, ritenersi troppo giovani per avere un figlio, la disoccupazione e di non essere disposte a crescere un bambino concepito a seguito di uno stupro o di un incesto.

##### Motivi sociali
Alcuni aborti sono il risultato di pressioni sociali, come la preferenza per i bambini di un dato sesso, disapprovazione della maternità, stigmatizzazione delle persone con disabilità, insufficiente sostegno economico per le famiglie, mancanza di accesso o rifiuto di metodi contraccettivi o interventi verso il controllo demografico (come la politica del figlio unico in Cina). Questi fattori possono a volte portare ad un aborto obbligatorio o selettivo.
Uno studio statunitense del 2002 ha concluso che circa la metà delle donne che hanno abortito, utilizzava una forma di contraccezione al momento in cui è rimasta incinta. È stato rilevato uno scorretto utilizzo da parte della metà di coloro che usano il preservativo e nei tre quarti quelli che utilizzano la pillola anticoncezionale. Il Guttmacher Institute stima che "la maggior parte degli aborti negli Stati Uniti sono ottenuti da donne appartenenti alle minoranze" perché esse "hanno tassi molto più elevati di gravidanze indesiderate".
In risposta alle motivazioni economiche che possono tradursi in pressioni sociali, i sistemi di previdenza sociale di alcuni Paesi prevedono un sussidio statale mensile a favore delle madri inoccupate o meno abbienti per ogni figlio minorenne naturale, adottivo o assegnato in affido dall'autorità. Ne sono un esempio l'assegno di natalità italiano, il Kindergeld tedesco e il Paje francese.

##### Salute materna e fetale
Un ulteriore motivo che può spingere ad eseguire un aborto è l'eventuale presenza di un rischio per la salute materna o fetale; ciò è citato come la ragione principale, in alcuni paesi, in oltre un terzo dei casi.
Il giudizio medico deve essere formulato tenendo conto di diversi fattori: fisici, emotivi, psicologici, familiari e anagrafici per il benessere della donna e del feto.
Tra il 1962 e il 1965 vi fu un'epidemia di rosolia che causò la nascita di 15 000 bambini con gravi difetti. Nel 1967, l'American Medical Association ha sostenuto pubblicamente la liberalizzazione delle leggi sull'aborto. Un sondaggio del National Opinion Research Center effettuato nel 1965 ha mostrato che il 73% degli intervistati sosteneva l'aborto quando la vita delle madri era a rischio, il 57% quando erano presenti difetti nel nascituro e il 59% per le gravidanze derivanti da stupro o incesto.
Anche il parto può mettere a rischio la vita della madre. 

###### Tumori perigestazionali e trattamenti oncologici
La probabilità di sviluppare un tumore durante la gravidanza è dello 0,02%-1% e, in molti casi, la presenza di una neoplasia nel corpo della madre porta alla considerazione dell'aborto al fine di proteggere la sua vita o per via del danno potenziale che può verificarsi al feto durante il trattamento antitumorale. 
Un parto vaginale può comportare la diffusione delle cellule neoplastiche nei vasi linfatici e quindi favorire lo sviluppo di metastasi, mentre il parto cesareo può causare un ritardo nell'inizio del trattamento non chirurgico.
Nel caso di tumore del collo dell'utero, che si verifica in 1 ogni 2 000-13 000 gravidanze, l'inizio del trattamento non può coesistere con la conservazione della vita fetale: tumori cervicali in una fase molto precoce (stadio I e II bis) possono essere trattati con l'isterectomia radicale e la dissezione linfonodale pelvica, con la radioterapia o con entrambe, mentre le fasi successive sono trattati con la radioterapia. La chemioterapia può essere utilizzata contemporaneamente. 
Il trattamento del tumore alla mammella durante la gravidanza comporta anch'essa delle considerazioni sul feto, poiché la lumpectomia è sconsigliata in favore della mastectomia radicale, a meno che la gravidanza non sia al termine e che quindi permetta una terapia di follow-up mediate radioterapia da somministrare dopo la nascita.
L'esposizione a un singolo farmaco chemioterapico è stimata causare un rischio di effetti teratogeni sul feto del 7,5%-17%, con probabilità più elevate per trattamenti farmacologici multipli.
Un trattamento con più di 40 Gy di radiazioni ionizzanti solitamente provoca un aborto spontaneo. L'esposizione a dosi molto più basse durante il primo trimestre, soprattutto dalla 8ª alla 15ª settimane di sviluppo, può causare ritardo mentale o microcefalia mentre l'esposizione in fasi successive può causare una ridotta crescita intrauterina e peso inferiore alla media alla nascita. Esposizioni sopra 0,005-0,025 Gy possono essere causa di una riduzione del quoziente d'intelligenza dipendente dalla dose. È possibile ridurre notevolmente l'esposizione alle radiazioni per mezzo di schermature addominali, a seconda dell'area da irradiare.

## Società e cultura

### Dibattito sull'interruzione di gravidanza
Legale su richiesta
     Illegale salvo che in caso di rischio per la vita della madre, problemi di salute fisica o mentale, stupro, malformazione del feto e/o fattori socioeconomici
     Illegale salvo che in caso di rischio per la vita della madre, problemi di salute fisica o mentale, stupro e/o malformazione del feto
     Illegale salvo che in caso di rischio per la vita della madre, problemi di salute fisica o mentale e/o stupro
     Illegale salvo che in caso di rischio per la vita della madre e/o problemi di salute fisica o mentale
     Illegale salvo che in caso di rischio per la vita della madre
     Illegale senza eccezioni
     Nessuna informazione

Mappa che sintetizza le posizioni della legislazione sull'aborto nel mondo.
Legale su richiesta
Illegale salvo che in caso di rischio per la vita della madre, problemi di salute fisica o mentale, stupro, malformazione del feto e/o fattori socioeconomici
Illegale salvo che in caso di rischio per la vita della madre, problemi di salute fisica o mentale, stupro e/o malformazione del feto
Illegale salvo che in caso di rischio per la vita della madre, problemi di salute fisica o mentale e/o stupro
Illegale salvo che in caso di rischio per la vita della madre e/o problemi di salute fisica o mentale
Illegale salvo che in caso di rischio per la vita della madre
Illegale senza eccezioni
Nessuna informazione

L'aborto indotto è da lungo tempo fonte di notevoli dibattiti, polemiche e attivismo. L'idea di ciascun individuo per quanto riguarda le complesse questioni etiche, morali, filosofiche, biologiche e giuridiche che circondano tale pratica, è spesso legata al suo sistema di valori. Le opinioni sull'aborto possono essere descritte come una combinazione di credenze sui diritti del feto, sulla moralità, sul potere delle autorità governative nelle politiche pubbliche e credenze sui diritti e le responsabilità della donna che intraprende questa scelta. Anche l'etica religiosa ha un forte influsso, sia sul parere personale che sul dibattito circa l'aborto.
Sia nel dibattito pubblico che in quello privato, gli argomenti presentati a favore o contro si concentrano sulla legalità dell'aborto e sulle eventuali leggi che lo possano limitare, nonché sulla liceità morale. La Dichiarazione dell'Associazione medica mondiale sull'aborto terapeutico nota che "le circostanze che portano gli interessi di una madre in conflitto con gli interessi del suo bambino non ancora nato, creano un dilemma e sollevano la questione se la gravidanza possa essere deliberatamente terminata o meno". I dibattiti sull'aborto, in particolare relativi alle leggi, sono spesso guidati da gruppi che sostengono una di queste due posizioni. I gruppi anti-aborto che chiedono maggiori restrizioni legali, tra cui il divieto totale, il più delle volte si definiscono pro-life ("pro-vita"), mentre i gruppi per il diritto all'aborto e che quindi sono contro tali restrizioni, si definiscono pro-choice ("pro-scelta"). In generale, la posizione dei primi sostiene che un feto umano è una persona umana e con il diritto di vivere, considerando l'aborto moralmente come un omicidio. La posizione dei secondi sostiene che una donna possieda certi diritti riproduttivi, in particolare la scelta o meno di portare a termine una gravidanza.

### Aborto selettivo del sesso
L'ecografia e l'amniocentesi permettono ai genitori di conoscere il sesso del nascituro prima del parto. Lo sviluppo di queste tecnologie ha portato agli aborti selettivi in base al sesso. È più frequente il ricorso all'aborto selettivo quando il feto è femmina. Questo fenomeno viene studiato dagli specialisti come un caso di femminicidio ("genericidio").
In alcuni paesi, l'aborto selettivo del sesso è parzialmente responsabile delle disparità evidenti tra i tassi di nascita dei figli maschi e femmine. La preferenza per i figli maschi è diffusa in molte zone dell'Asia e l'aborto utilizzato per limitare le nascite femminili è praticato a Taiwan, in Corea del Sud, in India e in Cina. Questa deviazione dai tassi di natalità standard di maschi e femmine si verifica nonostante il fatto che il paese in questione abbia ufficialmente bandito l'aborto selettivo del sesso. In Cina, la preferenza tradizionale per il figlio maschio è stata aggravata dalla politica del figlio unico emanata nel 1979.
Molti paesi hanno adottato misure legislative per ridurre l'incidenza dell'aborto selettivo per il sesso. In occasione della Conferenza internazionale sulla popolazione e lo sviluppo, nel 1994 oltre 180 stati membri hanno convenuto di eliminare "ogni forma di discriminazione nei confronti delle bambine e le cause della preferenza per il figlio maschio". Secondo i rapporti dell'Organizzazione Mondiale della Sanità e l'UNICEF, insieme ad altre agenzie delle Nazioni Unite, le misure per ridurre l'accesso all'aborto sono molto meno efficaci nel ridurre gli aborti selettivi rispetto a misure volte a ridurre la disuguaglianza di genere: in altre parole, ridurre l'accesso all'aborto non riduce la percentuale di aborti selettivi delle femmine, mentre delle politiche che riducono la disuguaglianza sì.

### Ritorsioni contro chi pratica l'aborto
Negli Stati Uniti, quattro medici che eseguivano aborti sono stati assassinati: David Gunn (1993), John Britton (1994), Barnett Slepian (1998) e George Tiller (2009). Inoltre, negli Stati Uniti e in Australia, sono stati assassinati altri membri del personale presso le cliniche abortiste, tra cui addetti alla reception e le guardie di sicurezza. Ferimenti e tentati omicidi hanno avuto luogo negli Stati Uniti e in Canada. Si sono verificati centinaia di attentati, incendi, attacchi con l'acido, invasioni e episodi di vandalismo contro chi aveva a che fare con gli aborti. Tra gli autori più famosi di violenze anti-aborto Eric Rudolph e Paul Jennings Hill, la prima persona a essere giustiziata negli Stati Uniti per l'omicidio di un medico abortista.
Alcuni paesi hanno promosso una protezione giuridica per l'accesso all'aborto. Queste leggi in genere cercano di proteggere le cliniche abortiste da ostruzionismo, atti di vandalismo, picchettaggi e altre azioni analoghe o per proteggere le donne e i dipendenti di tali centri da minacce e molestie.
Molto più frequente rispetto alla fisica vi è la pressione psicologica. Nel 2003, Chris Danze fondò organizzazioni pro-vita in tutto il Texas per impedire la costruzione di un centro di Planned Parenthood ad Austin. Le organizzazioni rilasciarono on-line informazioni personali su coloro che erano coinvolti con la costruzione, facendogli fino a 1200 telefonate al giorno e contattando le loro chiese. Alcuni manifestanti hanno fotografato le donne che si recavano nella clinica.